# Rhabdodemania obtusicauda
Rhabdodemania obtusicauda är en rundmaskart som först beskrevs av Allgen 1954.  Rhabdodemania obtusicauda ingår i släktet Rhabdodemania och familjen Rhabdodemaniidae. Inga underarter finns listade i Catalogue of Life.